# Eye of GNOME
Eye of GNOME é o visualizador de imagens oficial do desktop GNOME. Diferente dos outros visualizadores de imagens, o Eye of GNOME somente visualiza imagens, provendo efeitos básicos de visualização, aumento de tamanho, tela cheia, rotação e controle de fundo transparente.
Eye of GNOME suporta os seguintes formatos de imagens:
- ANI - Animation
- BMP - Windows Bitmap
- Graphics Interchange Format (GIF)
- ICO - Windows Icon
- JPEG - Joint Photographic Experts Group
- PCX - PC Paintbrush
- Portable Network Graphics (PNG)
- PNM - Portable Anymap from the PPM Toolkit
- RAS - Sun Raster
- Scalable Vector Graphics (SVG)
- TGA - Targa
- Tagged Image File Format (TIFF)
- Wireless Application Protocol Bitmap Format (WBMP)
- X BitMap (XBM)
- X PixMap (XPM)